# Smelowskia jacutica
Smelowskia jacutica är en korsblommig växtart som först beskrevs av Viktor Petrovitj Botjantsev och Michail Nikolajevitj Karavajev, och fick sitt nu gällande namn av Al-shehbaz och S.I. Warwick. Smelowskia jacutica ingår i släktet Smelowskia och familjen korsblommiga växter. Inga underarter finns listade i Catalogue of Life.